# The London Group

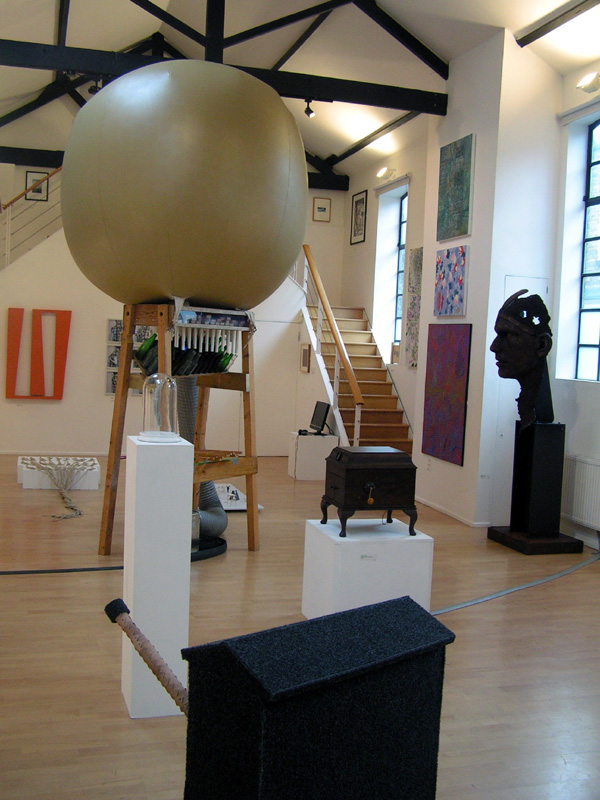
Výstava The London Group Open v Cello Factory, Londýn, 2011

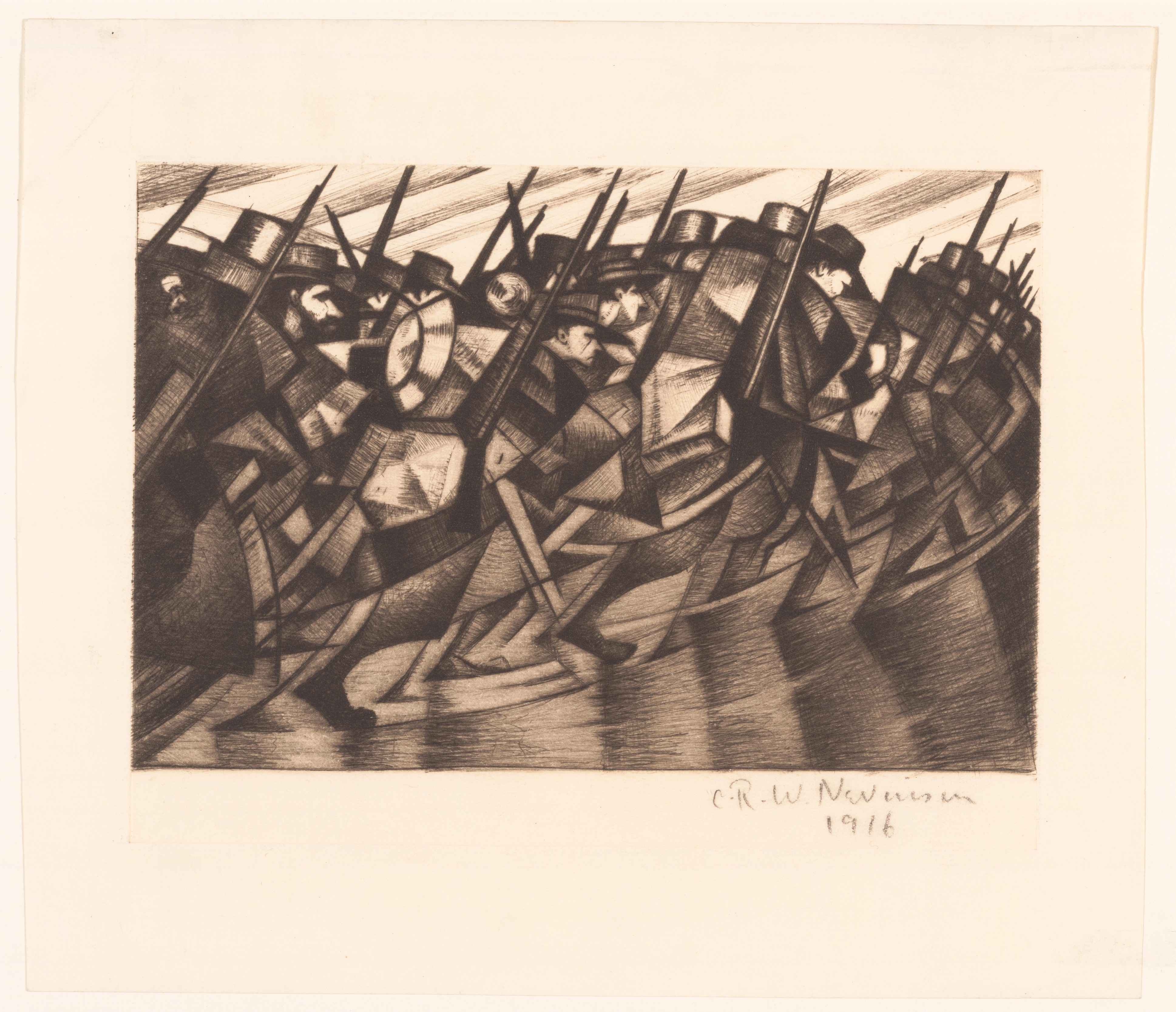
Christopher R. W. Nevinson v březnu 1915 vzbudil velkou pozornost na druhé výstavě skupiny London Group svým futuristickým obrazem Returning to the Trenches (Návrat do zákopů)

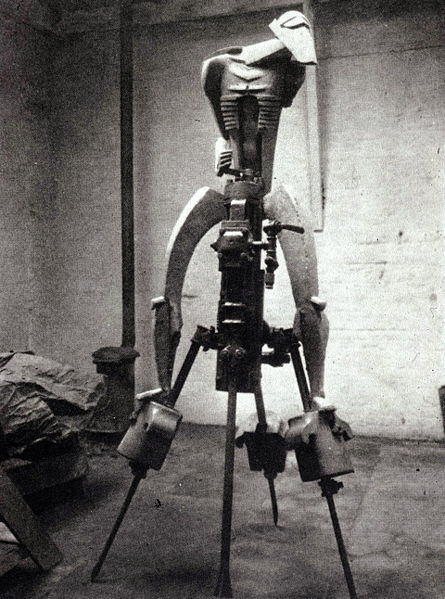
Jacob Epstein: Skulptura The Rock Drill (Vrtací kladivo) z roku 1913 byla poprvé představena na druhé výstavě London Group v březnu 1915. Originál se ztratil.

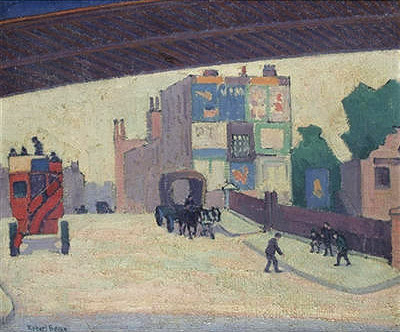
Robert Bevan, 1912–1913, olej na plátně, 51,5 × 61 cm, vystaveno na první výstavě London Group v roce 1913

The London Group (Londýnská skupina) je společnost se sídlem v Londýně. Byla založena proto, aby vedle Královské akademie umění nabídla umělcům další výstavní příležitosti. Společnost zformovaná v roce 1913 je jednou z nejstarších uměleckých organizací na světě. Byla vytvořena fúzí Camden Town Group a Fitzroy Street Group. Pořádá otevřené výstavy pro členy a hostující umělce.

## Přehled
Londýnská skupina se skládá z pracujících umělců a jsou v ní zastoupeny všechny formy umění. Skupina funguje demokraticky bez dogmat nebo stylu. Má písemnou ústavu, každoročně volené představitele, pracovní výbory a výběrovou komisi. Obvykle se jedná o 80 až 100 členů a ročně je účtován poplatek za pronájem galerií a organizační náklady. Společnost nemá žádné stálé místo pro realizaci výstav a pronajímá se galerijní prostory v Londýně, například v Menier Gallery, Bankside Gallery nebo Cello Factory. Noví členové jsou voleni na základě nominací současných členů.

## Historie
Londýnská skupina vznikla v roce 1913, když se skupina Camden Town Group spojila s anglickými Vorticisty a dalšími nezávislými umělci, aby eliminovala dominanci Královské akademie umění, která se stala nepřijatelnou a konzervativní.
Londýnská skupina vznikla z fúze skupiny Fitzroy Street a organizace Camden Town Group, která se skládala pouze z mužských členů. Zakládajícími členy byli patron a umělec Ethel Sands, umělkyně Anna Hope Hudson, Walter Sickert, Jacob Epstein, Wyndham Lewis, Robert Bevan a jeho žena Stanislawa de Karlowska a Henri Gaudier-Brzeska. Mezi prvními členkami ženami byly také Marjorie Sherlock a Mary Godwin. Během své historie uspořádala Londýnská skupina otevřené výstavy, aby povzbudili a podporovali další umělce, kteří se snažili o to, aby se jejich práce prezentovala na veřejnosti. 
Umělecká díla hostů se vystavují společně s pracemi stávajících členů. Výstava Uproar! v roce 193 oslavila první 50 let Londýnské skupiny a zdůraznila úlohu žen a umělců – emigrantů mezi jejich členy. V letech 2013–14 galerie Ben Uri oslavila 100 let výročí Londýnské skupiny výstavou Uproar: The First 50 Years of The London Group 1913–1963, kterou připravily kurátorky Rachel Dickson a Sarah MacDougall.
Jedna z nejstarších stálých uměleckých organizací na světě, The London Group nadále existuje s více než 80 členy. V roce 2011 otevřená výstava představila více než 140 umělců v Cello Factory. Skupina oslavila své 100. výročí v roce 2013 několika výstavami, historickými i současnými.

## Odkazy

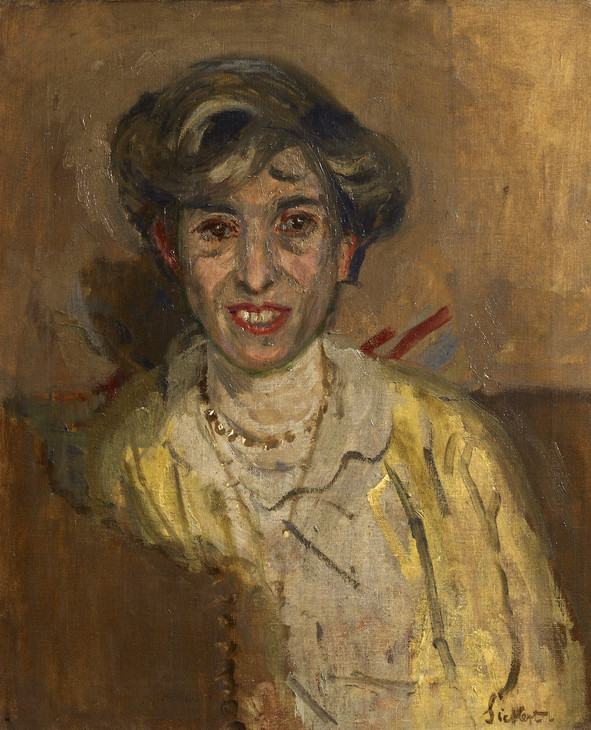
Walter Sickert: Ritratto di Ethel Sands, 1914, Tate Gallery

## Seznam prezidentů
| Prezident                | Volby   | Služba               | Komentář                                                           |  |
| ------------------------ | ------- | -------------------- | ------------------------------------------------------------------ |  |
| Harold Gilman            | 1913    | 1914–1918            | Gilman byl zakládající člen.                                       |  |
| Robert Bevan             | 1913    | 1918–1921            | Bevan byl zakládající člen a pokladník do roku 1919; Byl předseda. |  |
| Bernard Adeney           | 1913    | 1921–1923            | Adeney byl zakládající člen.                                       |  |
| Frank Dobson             | 1922    | 1924–1926            |                                                                    |  |
| Rupert Lee               | 1922    | 1926–1936            |                                                                    |  |
| Harold Sandys Williamson | 1933    | 1937–1943            | Předseda. Známý jako H. S. Williamson.                             |  |
| Elliott Seabrooke        | 1920    | 1943–1948            | Předpokládané předsednictví během druhé světové války.             |  |
| Ruskin Spear             | 1940–43 | 1948–1951            |                                                                    |  |
| John Dodgson             | 1947    | 1951–1952            |                                                                    |  |
| Claude Rogers            | 1938    | 1952–1966            |                                                                    |  |
| Andrew Forge             | 1960    | 1966–1971            |                                                                    |  |
| Dorothy Mead             | 1960    | 1971–1973            | První prezidentka žena                                             |  |
| Neville Boden            | 1964    | 1973–1977            |                                                                    |  |
| Peter Donnelly           | 1973    | 1977–1979            |                                                                    |  |
| Stan Smith               | 1975    | 1979–1993            | 1979–81 doba reorganizace, evidence nejasná                        |  |
| Dennis Creffield         | 1962    | 1983                 | Byl prezidentem jen 24 hodin                                       |  |
| Adrian Bartlett          | 1981    | 1993–1995            |                                                                    |  |
| Philippa Beale           | 1977    | 1995–1998            |                                                                    |  |
| Matthew Kolakowski       | 1990    | 1998–2000            |                                                                    |  |
| Peter Clossick           | 1999    | 2000–2005            |                                                                    |  |
| Philip Crozier           | 2001    | 2005–2007            |                                                                    |  |
| Susan Haire              | 2004    | 2007 – dodnes (2019) |                                                                    |  |

## Seznam členů
| - Eileen Agar - Craigie Aitchison - Michael Andrews - Ray Atkins - Frank Auerbach - Walter Bayes - Vanessa Bell - James Bolivar Manson - David Bomberg - Frank Bowling - Horace Brodzky - Edward Burra - Jack Butler Yeats - William Coldstream - Frank Coombs - John Copnall - Alan Davie - Roy De Maistre - Stanislawa de Karlowska - Jessica Dismorr - Frank Dobson - Alan Durst - Jacob Epstein - Mary Fedden - Andrew Forge - Elizabeth Frink | - Terry Frost - Roger Fry - Henri Gaudier-Brzeska - Mark Gertler - Harold Gilman - Spencer Gore - Henryk Gotlib - Duncan Grant - Anthony Green - Nina Hamnett - Barbara Hepworth - Gertrude Hermes - Patrick Heron - Ivon Hitchens - David Hockney - Anna Hope Hudson - Albert Irvin - Morris Kestelman - Leon Kossoff - Kit Lewis - Wyndham Lewis - L.S. Lowry - Edward McKnight Kauffer - Dorothy Mead - Bernard Meninsky - Gustav Metzger | - John Minton - Henry Moore - Paul Nash - Victor Pasmore - John Piper - Lucien Pissarro - Robert Polhill Bevan - Mary Potter - Christopher R. W. Nevinson - Paula Rego - Ceri Richards - William Roberts - Ethel Sands - Walter Sickert - Stanley Simmonds - John Skeaping - Ruskin Spear - Stanley Spencer - Cecil Stephenson - John Tunnard - Euan Uglow - Edward Wadsworth - Carel Weight - Bryan Wynter |